# Afrikanische Schweinepest

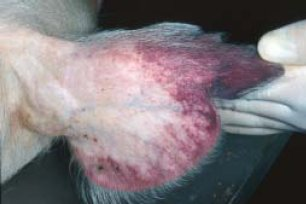
Petechiale Blutungen der Ohrmuschel bei einem an Afrikanischer Schweinepest erkrankten Hausschwein

Die Afrikanische Schweinepest (ASP), auch African swine fever, Pestis Africana Suum oder Montgomery-Krankheit, ist eine Virusinfektion bei Tierarten der Echten Schweine. In Symptomen und Verlauf ist sie der Klassischen oder Europäischen Schweinepest (KSP) sehr ähnlich, die Erreger der ASP und der KSP sind aber nicht verwandt. Die Krankheit ist nicht zwischen Tier und Mensch übertragbar und daher für den Menschen ungefährlich. Die Tierseuche war ursprünglich in Afrika beheimatet, sie spielte damals auch auf der iberischen Halbinsel und Sardinien eine Rolle. Durch Verschleppung im Reiseverkehr und Tiertransporte kam es in der Vergangenheit auch in anderen Gebieten zu Ausbrüchen, u. a. in Belgien, Brasilien, China, der Dominikanischen Republik, Frankreich, Haiti, Italien, Kuba, Malta, den Niederlanden, Portugal und Spanien. 2007 wurde die ASP durch ein Transportschiff von Afrika nach Georgien gebracht. Von dort aus verbreitete sich die Tierseuche in die Ukraine, nach Belarus, Russland, Estland, Lettland, Litauen, Polen und Deutschland. 2014 trat die Seuche in östlichen Mitgliedstaaten der Europäischen Union auf. Bislang ist es in keinem der betroffenen Länder gelungen, den Erreger nach einer Einschleppung in die Wildschweinpopulation wieder auszurotten.
In Deutschland wurde die Krankheit zum ersten Mal im September 2020 bei Wildschweinen festgestellt. Epidemiologische Untersuchungen ergaben jedoch im Nachhinein den Juli 2020 als Zeitraum für den Beginn westlich der deutsch-polnischen Grenze.
Die Afrikanische Schweinepest gilt als gefährliche Seuche; sie ist anzeigepflichtig. Die Bekämpfung nach Ausbruch erfolgt analog der Klassischen Schweinepest nach der Schweinepestverordnung durch die Veterinärbehörden.

## Ätiologie
Der Erreger der ASP ist das Afrikanische Schweinepest-Virus (ASF-Virus), von dem mehrere Subtypen beschrieben werden. Der Erreger gehört zur Familie der Asfarviridae, Genus Asfivirus, somit zu den behüllten ds-DNA-Viren. Das Erregerreservoir stellen vor allem Warzen- und Buschschweine (überwiegend südlich der Sahara lebend) und Zecken (Lederzecken – Ornithodorus moubata) dar, die häufig nicht klinisch erkrankt sind. Ähnlich wie bei der Klassischen Schweinepest sind als Wirte bzw. Zwischenwirte nur Schweine und Zecken für das Virus empfänglich. Als Überträger spielen vielfach sogenannte Vektoren eine entscheidende Rolle.
Für den Menschen oder andere Tierarten außerhalb der Familie der Echten Schweine ist das Virus ungefährlich. Ein Verzehr von mit ASP kontaminierten Schweinefleisch ist unbedenklich.
Das Virus wird durch direkten Tierkontakt oder durch Verzehr von verseuchten Fleischwaren übertragen, wie Essensresten, die Schweinefleisch enthalten, die vom Menschen weggeworfen und von Wildschweinen und Hausschweinen gefressen werden. Solche Lebensmittel können bis zu sechs Monate ansteckungsfähig bleiben. In getrocknetem Schweinefleisch überlebt das Virus bis zu 300 Tage, in gefrorenem bis zu 1000 Tage. Auch der Verzehr von Stechfliegen, die infiziertes Blut in sich tragen, kann zur Infektion des betreffenden Schweines führen. Daneben ist als Überträger die oben schon genannte Lederzecke zu nennen. Diese trägt das Virus in sich, ohne selbst zu erkranken und infiziert nach ihrem Biss das Wirtstier. Die Inkubationszeit beträgt zwischen zwei und 14 Tage. Der Erreger gelangt über das Maul oder die Nase in den Rachenraum, wo er sich in den Lymphknoten ansiedelt und vermehrt. Nach ein bis drei Tagen gelangt er in den Blutkreislauf (Virämie) und befällt die Körperorgane. Erkrankte Tiere scheiden das Virus über Kot, Harn und Nasensekret aus und bilden somit die Ansteckungsquelle für weitere Tiere.
Die Ansteckungsgefahr ist bei der Afrikanischen Schweinepest wesentlich geringer als bei der Europäischen Schweinepest. Es erkranken meist nur Einzeltiere, da Tröpfcheninfektionen keine Rolle spielen. Daher bilden sich häufig örtlich begrenzte Naturherde, in denen die Erkrankung immer wieder auftritt, aber nie erlischt („Habitatseuche“). Meist infizieren sich andere Tiere erst nach dem Tod eines befallenen Tiers, wenn sie am Kadaver schnüffeln oder fressen.

## Klinische Symptome und Verlauf
Grundsätzlich besteht sowohl im vielfältigen klinischen Bild als auch im Verlauf der ASP kein Unterschied zur Klassischen Schweinepest. Die Erkrankung kann perakut, akut, chronisch oder subakut verlaufen. Entscheidend für die Ausprägung der Verlaufsform ist das Virus selbst (Virulenz) sowie Rasse bzw. Alter des betroffenen Schweines.
- perakute Form:

Diese Form verläuft relativ schnell. Es treten hohes Fieber und Abgeschlagenheit bzw. Apathie auf. Zum Teil kommt es zu einer Blaufärbung (Cyanose) der Haut, Hustenanfällen und Blutungen aus Nase und After. Innerhalb von 48 Stunden stirbt das Tier. Die Todesrate (Letalität) beträgt fast 100 %.
- akute Form:

Kennzeichen dieser Verlaufsvariante ist extrem hohes Fieber (42 °C) über bis zu vier Tage, wobei häufig das Allgemeinbefinden noch normal sein kann. Nach ca. einer Woche kommt es zu Blaufärbungen der Haut (vorwiegend Nase und Extremitäten), Husten, Atemnot, blutigem Durchfall und Erbrechen. Die Tiere sterben plötzlich, die Letalität beträgt ca. 90 %. Bei der Sektion fallen punktförmige Blutungen (Petechien) auf den serösen Schleimhäuten, Blutergüsse in Nieren und Lymphknoten, Milzschwellungen, Lungenödeme und Wasseransammlungen in der Brusthöhle (Hydrothorax) bzw. im Herzbeutel (Hydroperikard) auf.
- subakute und chronische Formen:

Beide Verlaufsformen weisen keine charakteristischen Merkmale auf; sie werden häufig mit anderen Schweinekrankheiten verwechselt (z. B. Schweinerotlauf). Hier kommt es häufig zu Gelenksentzündungen, Aborten oder der Geburt lebensschwacher Ferkel. Die Sterblichkeitsrate ist gering.

## Übertragung des Virus

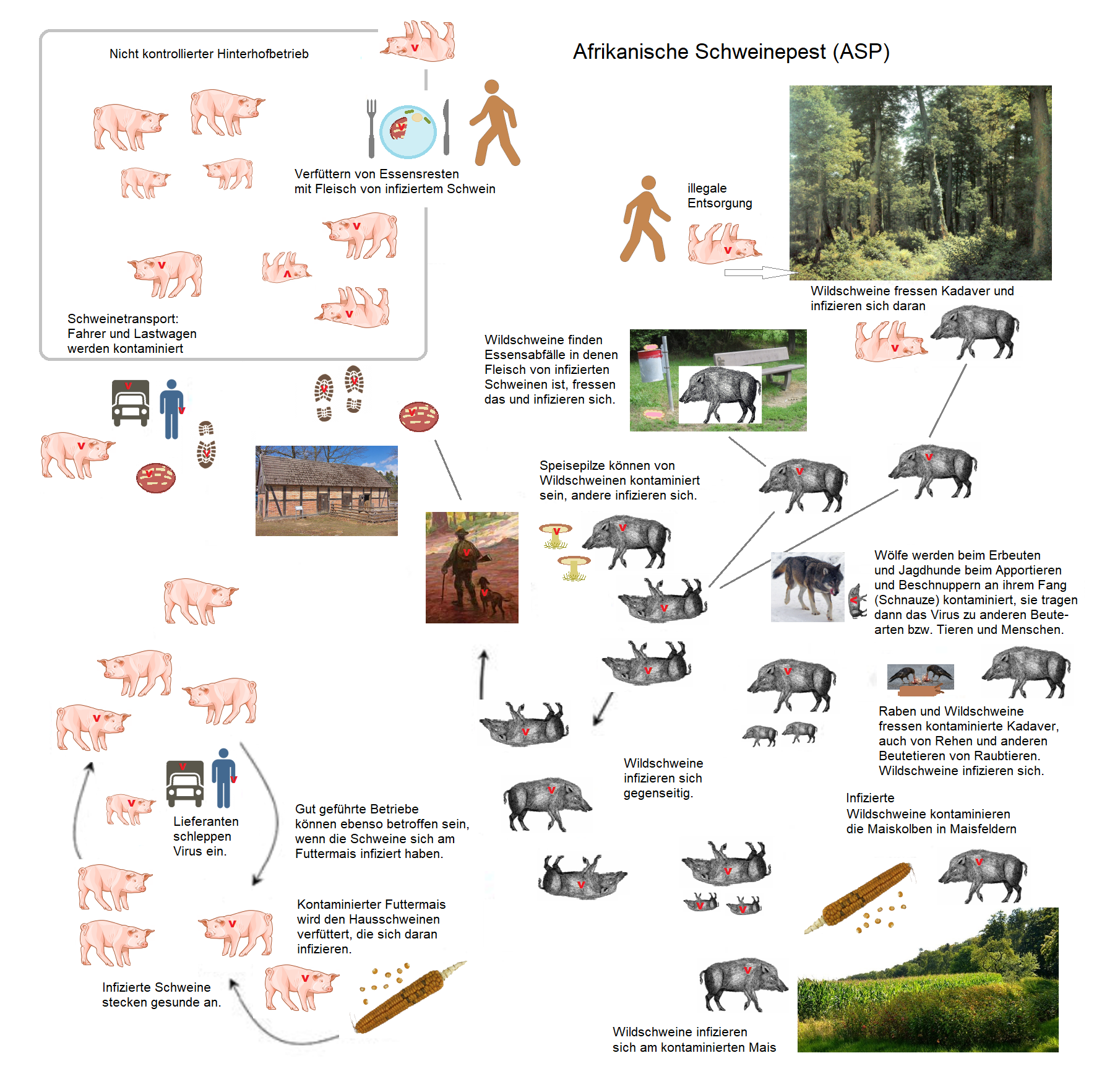
Wege der Übertragung ASF-Virus, des Erregers der Afrikanischen Schweinepest (ASP)

- Innerhalb der wilden Schweinepopulationen durch den Saugakt beim Zeckenstich.
Das ASF-Virus vermehrt sich in den Zecken und persistiert bis zu drei Jahre innerhalb der Zecke.
- In Hausschweinbeständen vor allem naso-orale Übertragung von Schwein zu Schwein
- Berührungskontakt eines gesunden Schweins mit einem infizierten Schwein
- Kontakt mit Ausscheidungen eines erkrankten Schweins in der Umgebung
- Verzehren eines an der Krankheit verendeten Schweins durch Artgenossen
- Kontakt gesunder Schweine mit kontaminierten Gegenständen
- Fressen von kontaminierten Futtermitteln und Fressen von Essensabfällen, die Fleisch von einem infizierten Schwein enthalten
- Menschen und andere Lebewesen, die nach Berührungskontakt mit einem infizierten Schwein oder mit dessen Ausscheidungen oder mit dessen rohem Fleisch den Krankheitserreger äußerlich an sich tragen und ihn als Vektor zu anderen Wild- und Hausschweinen transportieren, welche dann durch Kontakt oder durch kontaminierte Nahrung infiziert werden.

Der Erreger hat eine sehr hohe Umweltresistenz, er bleibt an Gegenständen und Körperteilen haften und bleibt dort sehr lange infektiös. Bei Raubtieren, die ein infiziertes Wildschwein erbeutet haben, kann der Erreger an ihrem Fang bleiben, so dass sie das Virus im nachfolgenden Zeitraum an einem neuen getöteten Beutetier einer anderen Tierart hinterlassen.
Da Wildschweine gelegentlich Kadaver vertilgen, die von Raubtieren liegen gelassen wurden, können sie auf diese Weise das Virus aufnehmen.
Nachdem beim Wolfsmonitoring die telemetrischen Aufzeichnungen zu Bewegungsmustern zweier besenderter Wölfe mit grenzübergreifenden Streifgebieten in Brandenburg und Polen nur bis April 2020 veröffentlicht wurden, wird indes von der DBBW angegeben, es gäbe keine Hinweise, dass Raubtiere bei der Übertragung eine besondere Rolle spielen. Obgleich der Wolf weiter wandere als andere Raubtiere, würde davon ausgegangen, dass Wölfe das kontaminierte Fell „putzen“. Der Erreger überlebt die Darmpassage beim Wolf nicht, daher könnten Wölfe durch das Vertilgen von verendeten Wildschweinen dazu beitragen, die Verbreitung des Erregers zu bremsen.
Zu den in den Sperrzonen geltenden Verboten gehört aber unter anderem, dass Hunde (siehe Canis lupus) im gefährdeten Gebiet nicht frei umherlaufen dürfen.

## Desinfektion
Das ASF-Virus zeichnet sich durch außergewöhnliche Tenazität (Widerstandsfähigkeit gegen Umwelteinflüsse) aus. Hitzeinaktivierung erfolgt erst bei 56 °C über 70 min bzw. 60 °C über 20 min Einwirkungszeit. Viele basische Desinfektionsmittel inaktivieren das Virus nicht, säurebasierte eignen sich. Wirksame Desinfektionsmittel sind außerdem Natriumhydroxid (0,8 % NaOH, 30 min), Hypochlorit (2,3 %, 30 min) (in der Quelle fälschlich als „Hypochlorid“ geschrieben), Formalin (0,3 %, 30 min), Orthophenylphenol (3 %, 30 min) und jodhaltige Desinfektionsmittel. Das ASF-Virus ist im pH-Bereich 3.0 bis 13.4 stabil. Die Deutsche Veterinärmedizinische Gesellschaft prüft und bewertet derzeit (Stand 2017) die Wirksamkeit von Desinfektionsmitteln für den Einsatz im tiermedizinischen Bereich.
Vom Bundesministerium für Ernährung und Landwirtschaft gab es schon vor der Einschleppung der Seuche nach Deutschland für Jäger Empfehlungen zur Prävention, Reinigung und Desinfektion, da sie und ihre Jagdhunde ohne diese Schutzmaßnahmen leicht zu Überträgern werden können.

## Prophylaxe
Im Gegensatz zur Klassischen Schweinepest sind keine Impfstoffe gegen ASP verfügbar. Versuche ergaben, dass geimpfte Schweine im Blut fast keinerlei Antikörper aufweisen und bei erneuter Infektion wieder erkranken.

## Situation nach Staaten

### Spanien und Italien
Die Seuche kam bis Ende Januar 2014 in der Europäischen Union nur auf der Iberischen Halbinsel sowie auf Sardinien vor.
Auf Sardinien gab es diese Seuche 40 Jahre, der letzte Ausbruch bei Hausschweinen trat 2018, bei Wildschweinen 2019 auf. Am 20. September 2024 wurde die Insel von der Europäischen Kommission als ASP-frei eingestuft. Seit 2022 gibt es aber in Norditalien wieder zahlreiche Ausbrüche bei Wildschweinen.

### Litauen
Anfang 2014 wurde das Virus in Litauen nachgewiesen.
Im Juli 2017 gab es die größte Ausbreitung in Litauen (im Dorf Šilai bei Kaunas). 2017 sollten 23.464 Schweine allein bei Jonava getötet werden.

### Polen
Im Februar 2014 wurde das Virus erstmals in Polen bei einem direkt an der Grenze zu Belarus und nahe der Grenze zu Litauen gefundenen toten Wildschwein nachgewiesen. Seitdem kämpft das Land immer wieder mit Ausbrüchen, allein 2024 gab es 44.
Im Herbst 2019 berichtete Polen über ASP-Nachweise in Westpolen (Landkreis Wschowa und Landkreis Nowosol) in einer Entfernung von 80 Kilometern zur deutschen Grenze. Im März 2020 musste ein Bestand mit 24.000 Hausschweinen in Niedoradz in der Woiwodschaft Lebus 65 Kilometer von der deutschen Grenze entfernt gekeult werden. Im März 2021 musste wieder ein Bestand mit 16.000 Schweinen in der Woiwodschaft Lebus gekeult werden und 2024 war ebenfalls ein größerer Bestand mit 10.300 Schweinen in der Woiwodschaft Westpommern betroffen.

### Rumänien
Ende August 2018 meldete das rumänische Amt für Veterinärmedizin und Lebensmittelsicherheit (ANSVSA), dass 2018 bereits bis Ende August mehr als 123.000 Keulungen aufgrund der stärksten Verbreitung seit dem Zweiten Weltkrieg durchgeführt werden mussten. Auch in den Folgejahren gab es immer wieder Ausbrüche, 2023 waren es 18, 2024 waren in Rumänien und Kroatien die meisten Ausbrüche innerhalb der EU bei Hausschweinebeständen zu verzeichnen.

### Belgien
Mitte September 2018 wurde die Seuche erstmals in Westeuropa in Belgien nachgewiesen. Der letzte Fall trat 2019 auf, seit 20. November 2020 ist Belgien wieder anerkannt schweinepestfrei.

### Deutschland

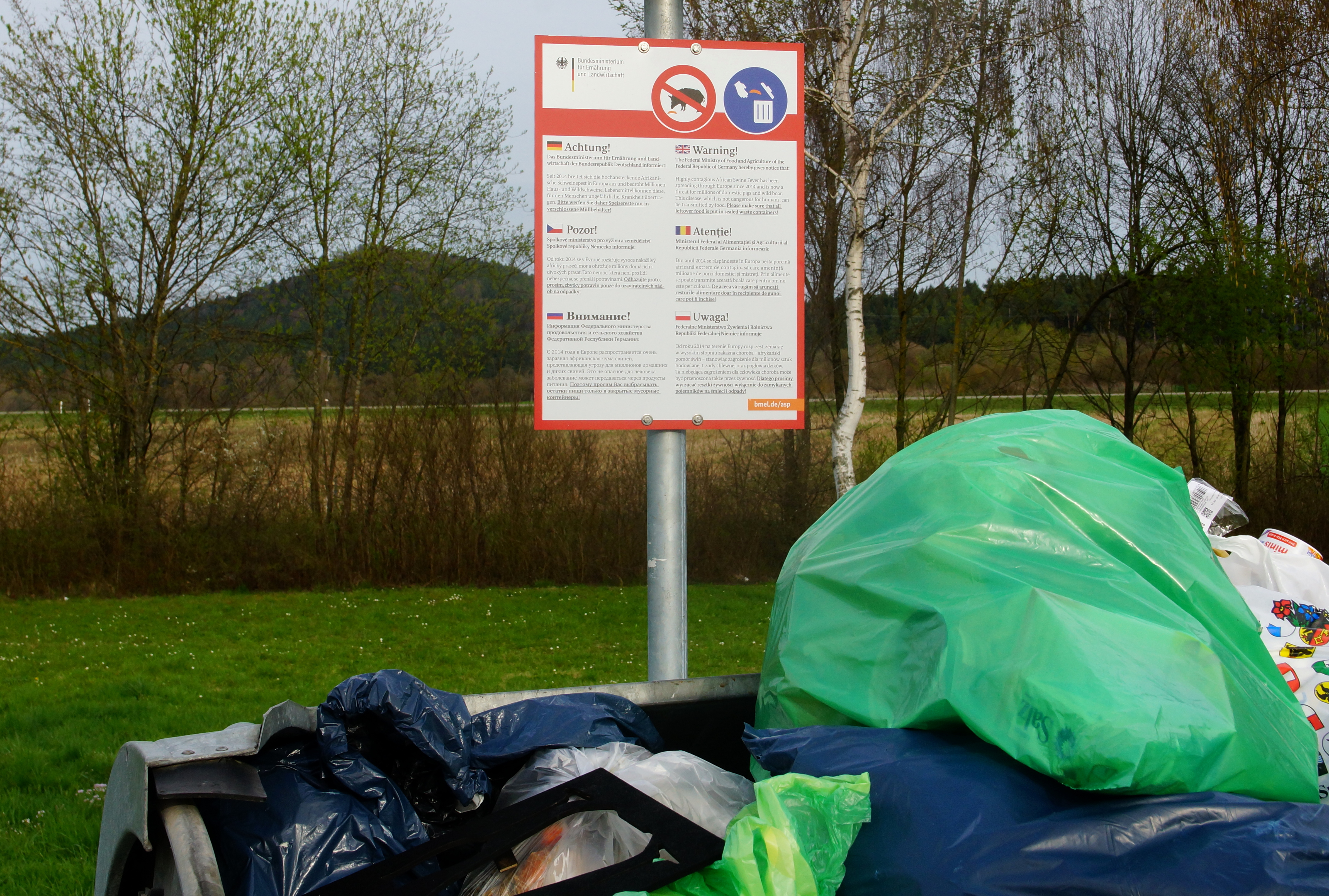
Warnschild an einem Autobahnparkplatz in Baden-Württemberg, wegen der Schweinepest keine Abfälle in unverschlossene Mülleimer zu werfen

Am 10. September 2020 erfolgte erstmals eine Bestätigung des Ausbruchs der ASP in Brandenburg wenige Kilometer von der deutsch-polnischen Grenze im Spree-Neisse-Kreis durch das Friedrich-Loeffler-Institut. Am 31. Oktober bestätigte das Friedrich-Loeffler-Institut auch die Infektion eines Wildschweins in Sachsen. Anschließende epidemiologische Untersuchungen des Instituts haben jedoch bereits die erste Juli-Hälfte als Zeitraum für den Beginn des Ausbruchs ergeben.
Regelmäßig aktualisierte Fallzahlen für das gesamte Bundesgebiet stellt der Deutsche Jagdverband im Internet zur Verfügung. Dort gibt es auch Online-Fachvorträge, Frage-Antwort-Papier, kostenlose Druckvorlagen für Poster zur Seuchenprävention und Infos zum Tierfund-Kataster.

#### Rechtsgrundlagen und behördliche Maßnahmen
In Deutschland ist die Afrikanische Schweinepest eine anzeigepflichtige Tierseuche. Dies bedeutet, dass neben der Erkrankung eines Tieres an ASP auch ein Erkrankungsverdacht dem zuständigen Veterinäramt angezeigt werden muss. Dieses leitet entsprechende Untersuchungen und Maßnahmen zur Verhinderung einer Ausbreitung der Seuche ein. Das Vorgehen regelt die Verordnung zum Schutz gegen die Schweinepest und die Afrikanische Schweinepest (Schweinepest-Verordnung). Danach kann das Veterinäramt bereits bei begründetem Verdacht auf Krankheitsausbruch in einem Bestand die Tötung (Keulung) aller Schweine des betroffenen Betriebes behördlich anordnen.
Durch vorbeugende verstärkte Bejagung von Wildschweinen soll ein derzeitiger Seuchenzug aus Osteuropa unterbrochen werden. Dazu werden im Bund und in den Jagdgesetzen der Länder verschiedene Maßnahmen erwogen, darunter eine Abschussprämie und Aufhebung der Schonzeit. Darüber hinaus werden der Verzicht auf den Konsum von Schweinefleischprodukten aus dem Ausland sowie die Vermeidung von Epidemiegebieten als Vorbeugemaßnahmen empfohlen.
Nach Auffinden von an ASP verendeten Wildschweinen in Belgien hat der Deutsche Bundestag weitere Maßnahmen für den Seuchenfall beschlossen.
2020 wurde nach mehreren Funden infizierter toter Wildschweine in Polen in einem Fall nur 12 km von der deutschen Grenze entfernt in Brandenburg ein 120 Kilometer langer Schutzzaun errichtet.

#### Risiken für den Wildtierbestand

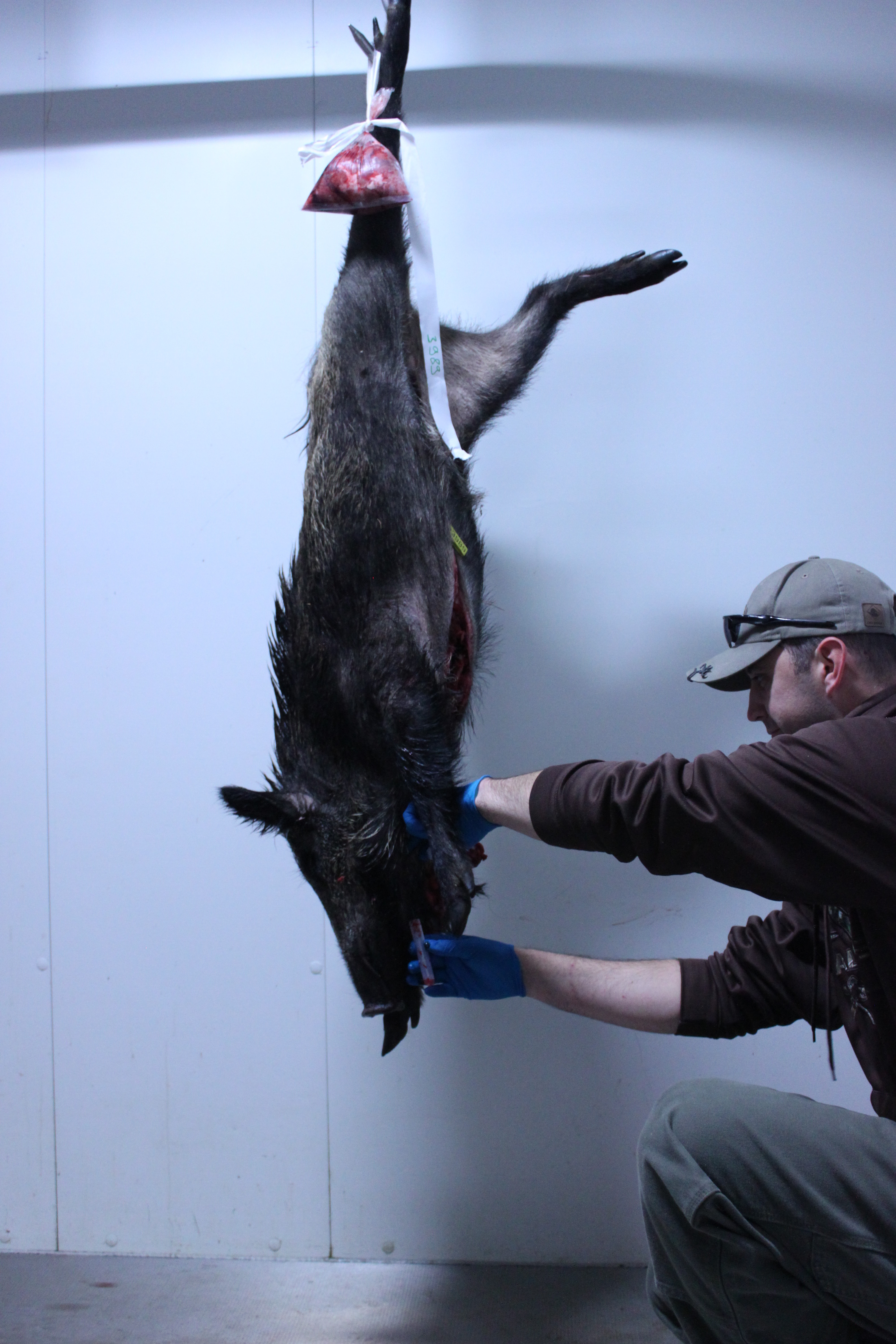
Entnahme einer Blutprobe für einen ASP-Test bei einem nahe Kaiserslautern erlegten Wildschwein

Nach dem Nationalen Referenzlabor für Afrikanische Schweinepest am Friedrich-Loeffler-Institut (Bundesforschungsinstitut für Tiergesundheit – FLI) bestand das Risiko, dass das Virus über Polen auch in deutsche Schwarzwildbestände gelangen könnte. So geschehen im September 2020.
Eine weitere Verschleppung der Krankheit nach Deutschland durch vom Baltikum heimkehrende Jagdtouristen oder Fleisch mitbringende Zuschauer der Olympischen Spiele in Sotschi, Russland, wurde befürchtet. Letzteres trat nicht ein.

#### Risiken für die deutsche Agrarwirtschaft
Eine Ausbreitung in Deutschland hätte erhebliche wirtschaftliche Auswirkungen auf die Tieragrarwirtschaft. Unmittelbar nach Ausbruch im September haben Südkorea und China die Einfuhr von deutschem Schweinefleisch verboten.
Beim Ausbruch der Seuche in einem Schweinehaltungsbetrieb würde der gesamte Bestand getötet. Die Festsetzung von Kontrollzonen und Beobachtungs- und Sperrgebieten würde den in der Schweinemast üblichen Transport von Ferkeln von den Ferkelproduktionsbetrieben zu den Mastbetrieben behindern.
Die Schlachtung gemästeter Tiere würde durch Behörden in Schlachtbetriebe so gesteuert, dass die mit Transporten verbundenen Risiken möglichst gering blieben. Der Absatz von Schweinefleisch würde durch zu erwartende Sperren, die Nicht-EU-Länder im Fall von Tierseuchen in der Regel verhängen, behindert. Die EU-Kommission könnte den Absatz innerhalb des EU-Gebietes beschränken. Die vorstehend geschilderten Beeinträchtigungen gab es bei den Schweinepest-Seuchenzügen in Deutschland in der Vergangenheit. Sie trafen insbesondere Niedersachsen, wo die Hälfte der Schweine in Deutschland gemästet wird. Der länger andauernde Seuchenzug der Schweinepest in den 1990er Jahren führte allein in Niedersachsen zu Schäden von über einer Milliarde Euro. Über zwei Millionen Schweine wurden getötet.
Zusätzlich zu den behördlichen Restriktionen käme der Rückgang des Schweinefleischverkaufs und das Sinken der Verkaufserlöse wegen der erneut zu erwartenden Verbraucherzurückhaltung. Die Zahlungen der Tierseuchenkassen würden die Verluste der betroffenen Tieragrarbetriebe nicht decken. „Ein Ausbruch der ASP hätte erhebliche wirtschaftliche Auswirkungen“, erklärte das Niedersächsische Landwirtschaftsministerium. Die Online-Ausgabe der Zeitung Die Welt vom 30. Januar 2014 hielt sogar das Erliegen des Handels mit Schweinefleisch in Deutschland infolge der Afrikanischen Schweinepest für möglich.

#### Vorbereitung auf den Ausbruch in Deutschland
Neben Aufrufen zu verstärkter Bejagung von Wildschweinen, so in Baden-Württemberg, und dem Aufheben der Schonzeiten für Wildschweine durch Verordnung der Bundesregierung war der Ausbruch der Afrikanischen Schweinepest Gegenstand der Tierseuchenübung 2018 in Niedersachsen. Der Verband der Fleischwirtschaft hat 2018 ein Muster-Krisenhandbuch herausgegeben.

#### Ausbruch
Am 10. September 2020 wurde bei einem Wildschweinkadaver, der nahe der deutsch-polnischen Grenze in der Gemeinde Schenkendöbern im brandenburgischen Landkreis Spree-Neiße aufgefunden worden war, die Afrikanische Schweinepest amtlich festgestellt. Da der Kadaver bereits stark verwest war, ist davon auszugehen, dass der Eintrag bereits mehrere Wochen zuvor stattgefunden hat. Der Fundort befindet sich in unmittelbarer Nähe zu Schweinebeständen im angrenzenden Landkreis Oder-Spree. In einem ersten Schritt werden abgestufte Restriktionszonen (Sperrzonen) eingerichtet, die Gebiete in den deutschen Landkreisen Spree-Neiße, Oder-Spree, Dahme-Spreewald und in Polen berühren: Die Kernzone im Radius von etwa 3 Kilometern vom Fundort wird mit einem elektrischen Zaun abgesichert sowie mit Betretungs- und Ernteverboten belegt; sie sind umgeben vom sogenannten gefährdeten Gebiet mit einem Radius von 15 Kilometern und einer Pufferzone im Radius von 30 Kilometern. Im gefährdeten Gebiet gibt es 17 gemeldete Schweinehaltungen unterschiedlichster Größe mit insgesamt 4000 Tieren, davon eine in der Kernzone. Wenige Tage später wurden bei Neuzelle im Landkreis Oder-Spree weitere infizierte Wildschweine entdeckt. Ein zweiter Ausbruchsherd liegt 60 km nördlich davon im Landkreis Märkisch-Oderland. Um die Ausbreitung durch mechanische Übertragung einzudämmen, ist es in den Sperrzonen verboten, Hunde freilaufen zu lassen. Gegen freilaufende Wölfe in Brandenburg mit 47 registrierten Wolfsrudeln gibt es bislang keine Maßnahmen.
Auf dem Stand vom 13. November 2020 gab es schon 150 bestätigte Fälle von mit dem Virus infizierten Wildschweinen.
Da viele Importländer Zertifikate verlangen, dass Deutschland frei von der Schweinepest ist, ist der Export in Länder außerhalb Europas faktisch weitgehend zum Erliegen gekommen. Einen amtlichen Importstopp haben Südkorea, die Volksrepublik China und Japan erlassen (Stand Mitte September 2020). Das Bundeslandwirtschaftsministerium bemüht sich, durch Vereinbarungen den pauschalen Stopp auf Exporte aus der betroffenen Region zu begrenzen, wie es innerhalb der EU gehandhabt wird.
Insgesamt ist im Osten Deutschlands – Stand 1. Juli 2021 – bei 1466 Wildschweinen ASP nachgewiesen worden. Noch bevor erstmals ASP bei Hausschweinen in Deutschland festgestellt wurde (was Mitte Juli 2021 geschah), hatten etliche landwirtschaftliche Unternehmen wegen der Folgen der ASP ihren Betrieb einstellen müssen.
Am 15. November 2021 wurde ASP erstmals auch im Bundesland Mecklenburg-Vorpommern amtlich festgestellt. Betroffen war ein aus rund 4000 Tieren bestehender Hausschwein-Mastbetrieb im Dorf Vogelsang bei Lalendorf im Landkreis Rostock. Im Mai 2022 trat die ASP erstmals in einem Hausschweinbestand in Baden-Württemberg (Landkreis Emmendingen) auf, Anfang Juli 2022 wurde die Tierseuche erstmals in einem niedersächsischen Schweinemastbetrieb (Gemeinde Emsbüren, Landkreis Emsland) diagnostiziert. Am 8. November 2022 wurde nun erstmals im Landkreis Oberspreewald-Lausitz ebenfalls ein infiziertes Wildschwein nahe Neupetershain gefunden und bestätigt. Am 15. Juni 2024 ist erstmals in Hessen ein Wildschwein positiv auf die Afrikanische Schweinepest getestet worden. Der zuständige Landkreis Groß-Gerau verfügte aufgrund dessen eine Infektions- und Sperrzone, um den Ausbruch einzudämmen. Anfang Dezember 2024 musste die Sperrzone ausgeweitet werden, da auf der Rheininsel Mariannenaue ein infizierter Wildschweinkadaver gefunden wurde. Bis dahin wurde das Virus in acht Hausschweinbeständen nachgewiesen, weshalb mehr als 3500 Tiere getötet werden mussten, zudem wurden mehr als 530 infizierte Wildschweinkadaver gefunden.

### Österreich
Nach dem österreichischen Tierseuchengesetz ist die Afrikanische Schweinepest eine anzeigepflichtige Tierseuche. Die amtlichen Bekämpfungsmaßnahmen werden durch die Verordnung zur Bekämpfung der Afrikanischen Schweinepest bei Haus- und Wildschweinen bestimmt.

### Schweiz
In der Schweiz wird die Afrikanische Schweinepest durch die Tierseuchenverordnung (TSV) als hochansteckende Tierseuche im Sinne des Schweizer Tierseuchengesetzes (TSG) eingestuft und zählt damit zu den Tierseuchen, deren Bekämpfung als von höchster Wichtigkeit eingestuft wird. Die Bekämpfung wird durch die Verordnung zur Verhinderung der Einschleppung der Afrikanischen Schweinepest geregelt. Das Hauptaugenmerk liegt dabei auf der Verhinderung der Einschleppung, weshalb die Einfuhr von lebenden Schweinen, Schweinesperma, -eizellen und -embryonen sowie frischem Schweinefleisch und Schweinefleischerzeugnissen aus bestimmten Regionen in Estland, Lettland, Litauen und Polen sowie aus Sardinien in die Schweiz verboten ist.

### Russland und Belarus
Im Gegensatz zur EU testen weder Russland noch Belarus verendete Schweine auf ASP – sie existiert dort amtlich nicht, obwohl der Erreger im litauisch-belarussischen Grenzgebiet bei Wildschweinen nachgewiesen wurde.
Nach dem Ausbruch in der EU schloss Russland die Grenze für Schweinefleisch aus der EU. Ein Viertel der EU-Schweinefleischexporte geht normalerweise nach Russland. Der Importstopp führte zu einem Rückgang der Erlöse für Schlachtschweine in der EU. Die Interessengemeinschaft der Schweinehalter Deutschlands (ISN) schätzte Mitte Februar 2014, dass den Schweinemästern in Deutschland je Schlachttier ein Verlust von 20 Euro entstand.

### Dänemark
Das dänische Amt für Naturverwaltung (Naturstyrelse) des Ministeriums für Umwelt und Lebensmittel begann am 28. Januar 2019 bei Padborg mit der Errichtung eines Wildschweinzauns entlang der 67 Kilometer langen dänisch-deutschen Grenze. Der Wildschweinzaun ist ein Teil der Vereinbarungen zwischen der Minderheitsregierung von Ministerpräsident Lars Løkke Rasmussen und der Dansk Folkeparti vom März 2018 zum verstärkten Einsatz gegen die Afrikanische Schweinepest (ASP). Er wurde innerhalb von zehn Monaten fertiggestellt.

### Weitere Staaten
In den meisten Staaten der Europäischen Union ist die Afrikanische Schweinepest als anzeigepflichtige Seuche eingestuft.
Mit Stand 2018 gab es in Ungarn und Tschechien inzwischen verbreitet Fälle nicht nur bei Wildschweinen, sondern auch bei Hausschweinen.